# Beeld
Il Beeld è un quotidiano sudafricano in lingua afrikaans edito a Johannesburg, fondato nel 1974. È diffuso nelle province del Gauteng, Mpumalanga, Limpopo, Nordovest e  KwaZulu-Natal.

## Storia
Durante il periodo dell'apartheid, il quotidiano ha sostenuto il Partito Nazionale al potere, pur assumendo una linea riformista. Il suo principale concorrente è stato Die Transvaler, che ha poi soppiantato all'inizio degli anni novanta.